# Onorati (cognome)
Onorati è un cognome di lingua italiana.

## Varianti
Honorati, Onorato, Onore.

## Origine e diffusione
Cognome tipicamente panitaliano, è presente prevalentemente in Italia centro-meridionale.
Potrebbe derivare dai prenomi Onorato e Onorio, dal latino honor, "onore". È affine ai cognomi Onesti ed Ernesti.
La variante Onorato copre il medesimo areale; Honorati è emiliano-romagnolo.

## Persone
- Aldo Onorati (1939) – scrittore, poeta e studioso di letteratura italiana italiano
- Carmen Onorati (1947) – doppiatrice e attrice italiana
- Lorenzo Onorati, noto anche con lo pseudonimo di Lawrence Webber (1947) – regista e sceneggiatore italiano